# Gluconato di calcio
Il gluconato di calcio è un composto chimico (sale di calcio dell'acido gluconico) di formula (C6H11O7)2Ca.
Viene impiegato come additivo alimentare, il cui codice identificativo secondo le norme dell'Unione europea è E578.
In medicina trova impiego come integratore di calcio e regolazione del battito cardiaco, così come nell'iperpotassiemia come cardioprotettivo, una sua alternativa a questo proposito è il calcio cloruro. Inoltre viene utilizzato come antidoto nelle intossicazioni da solfato di magnesio, anticonvulsivante utilizzato in gravidanza.
Il gluconato di calcio è solubile in acqua ed insolubile nei gas.